# Rivière Larder
Pour les articles homonymes, voir Larder.
La rivière Larder est un affluent de la rivière Blanche, coulant dans le district de Timiskaming, dans le Nord-Est de l'Ontario, en Ontario, au Canada.
Le cours de la rivière traverse successivement les cantons de Larder Lake, Rattray, Bayly, Marter et Evanturel (municipalité d’Evanturel (en)).
Le village de Larder Lake (en) est situé sur la rive nord-ouest de la baie Spoon qui constitue une extension de la Southwest Bay du lac Larder. Les villages de Virginiatown et de Kearns (en) sont situés au fond du Northeast Arm du lac Larder.
La foresterie constitue la principale activité économique de ce bassin versant ; les activités récréotouristiques, en second.
Annuellement, la surface de la rivière est généralement gelée de la mi-novembre à la fin avril, néanmoins, la période de circulation sécuritaire sur la glace est habituellement de la mi-décembre au début d’avril.

## Cours
La rivière débute à l’embouchure du lac Larder (longueur : 15,6 km ; altitude : 274 m) dans le canton Rattray dans le district de Timiskaming. Ce lac comporte les grandes baies suivantes : Southwest Arm, Spoon Bay et Northeast Arm. Une longue presqu’île de 5,5 km s’étend vers le nord séparant le lac en deux parties. Les grandes îles sont : Big Pete Island, Island CC et Island U.
L’embouchure du lac Larder est situé à :
- 6,2 m à l'ouest de la frontière Ontario-Québec ;
- 27,8 km  au nord-est de l’embouchure de la rivière Larder (confluence avec la rivière Blanche ;
- 11,0 km au sud-est du centre du village de Larder Lake ;
- 53,0 km au nord-ouest de l’embouchure de la rivière Blanche.

À partir du barrage à l’embouchure du lac Larder (situé au sud du lac), le cours de la rivière coule sur 54,0 km, selon les segments suivants :
Partie supérieure de la rivière Larder (segment de 30,3 km)
- 2,2 km vers le sud-est, jusqu’à la rive nord-ouest du lac Raven. Note : La partir Nord-Est du lac Raven reçoit les eaux du lac Buies lequel draine les lacs québécois du quartier de Montbeillard de Rouyn-Noranda : Hébert, Dufay (rivière Dufay et rivière Laberge), Drapeau, Germain et Durand ;
- 0,8 km vers le sud-ouest en traversant la partie sud du lac Raven (partie ontarienne) ;
- 0,9 km vers le sud, en traversant le lac Corset ;
- 2,6 km vers le sud-ouest en traversant le lac Ward ;
- 4,5 km vers le sud-ouest jusqu’à la limite Est de la municipalité de canton de Larder Lake ;
- 4,5 km vers le sud-ouest dans la municipalité de canton de Larder Lake (municipality) en traversant la partie supérieure (située au nord-est) du lac Skead (longueur : 4,0 km ; altitude : 236 m), jusqu’à la limite nord du canton de Bayly ;
- 1,7 km vers le sud-ouest dans le canton de Bayly en traversant la partie supérieure du lac Skead, jusqu’à la chute « First Falls » ;

Partie inférieure de la rivière Larder (segment de 23,7 km)
- 4,7 km vers le sud-ouest, en traversant la partie inférieure du lac Skead ;
- 6,0 km vers l'ouest en traversant le lac Wendigo situé dans les Sand Ridge, jusqu’à la limite Est du canton Marter ;
- 9,8 km dans le canton de Marter dont 1,8 km vers l'ouest en traversant successivement les chutes Wendigo et Fourth, puis 8,0 km vers le sud-ouest, dans Teddy’s Falls, Court Rapids et Garnett’s Rapids, jusqu’à la limite nord de la municipalité de canton de Evanturel ;
- 3,2 km vers le sud-ouest dans la municipalité de canton de Evanturel en serpentant jusqu’à son embouchure[2].

L’embouchure de la rivière Larder se déverse sur la rive nord-est de la rivière Blanche dans le district de Timiskaming. Cette confluence est située à :
- 22,3 m au sud-est de la frontière Ontario-Québec ;
- 4,4 km au nord-est du centre du village de Englehart ;
- 36,8 km au nord-ouest de l’embouchure de la rivière Blanche.

À partir de cette confluence, le cours de la rivière Blanche se déverse sur la rive nord du lac Témiscamingue lequel est traversé par la rivière des Outaouais qui le plus important affluent de la rive nord du fleuve Saint-Laurent.

## Toponymie
Le mot Larder constitue un patronyme de famille d'origine anglaise.